# Beder
Beder er en stationsby i Østjylland med 4.372 indbyggere (2012) , beliggende i Beder Sogn. Byen ligger i den sydlige del af Aarhus Kommune og hører til Region Midtjylland. Beder voksede i løbet af 2012 sammen med Malling til én by Beder-Malling jf. Danmarks Statistiks opgørelsesmetode.
Den oprindelige landsby udviklede sig første gang kraftigt efter anlæggelsen af Hads-Ning Herreders Jernbane (Odderbanen) mellem Aarhus og Odder i 1884.
Byen ligger tæt op ad Malling og er via sportskomplekset Egelund næsten vokset sammen med den sydlige nabo.

## Historie
Malling landsby bestod i 1682 af 9 gårde, 1 hus med jord og 1 hus uden jord. Det samlede dyrkede areal udgjorde 295,9 tønder land skyldsat til 48,24 tønder hartkorn. Dyrkningsformen var tovangsbrug (To vange med rotationen 4/4 + 1 sås årligt).

I 1879 beskrives byen således: "Kirken, ved denne Præstegaarden og en Veirmølle, Byerne Beder med privat Skole".
Omkring århundredeskiftet beskrives byen således: "Beder (1267: Bitreth) med Kirke, Præstegd., Skole, Havebrugsskole (opr. 1889), Dyrlægebolig, Sparekasse (opr. 1871; 31/3 1900 var Spar. Tilgodeh. 101,872 Kr., Rentef. 4 pCt., Reservef. 13,721 Kr., Antal af Konti 323), Andelsmejeri, Mølle, Kro, Jærnbane-, Telegraf- og Telefonst."
Indtil kommunalreformen 1. april 1970 var Beder en del af Beder-Malling Sognekommune.

## Kendte personer fra Beder
- Lau Højen, guitarist og forsanger i Carpark North [7]